# Itala Film
«Итала» (итал. Itala Film) — итальянская киностудия, основанная в 1906 году.

## Из истории
В 1905 году, Карло Росси совместно с немецким капиталистом Реммертом, учредили общество «Карло Росси и К°» (Турин, Корсо Казале, 91).
Общество Карло Росси наняло Шаменго и юного Джованни Пастроне.
1907 году Росси и Реммерт пригласили в Турин французских техников. Эту группу возглавлял Лепин, бывший главный директор киностудий Пате. С ним приехали операторы Кайо и Комт, а также техник, швейцарец Золлингер, и оператор — Эжен Планша.
В 1907 году Росси был приглашен бароном Фассини в «Чинес». «Карло Росси и К°» была реорганизована в «Итала». Её возглавили Шаменго и Пастроне.
В 1908 году фирма «Итала» подписала контракт с Андре Дидом.
Вместе с Андре Дидом пришел ряд актеров и режиссёров: Габриэль Моро, Давень, Александр Бернар и Варданн. В конце 1911 года Андре Дид возвратился в Пате.
«Итала» выпускала так же и «художественные серии»: «Графа Уголино», «Юлий Цезарь», «Генрих III», «Манон Леско», «Крестоносец», «Тайна Моста вздохов», «Конец террора», «Граф де Шалан».
В конце 1910 года вышел фильм Пастроне «Падение Трои». В этом двухчастном фильме играли г-жа Давен и Джулпо Вина. Грандиозные декорации были выполнены художниками Боргоно и Луиджи Романо Борньетто. Деревянный конь — гвоздь картины — действительно мог вместить несколько человек.

## Творчество

### Режиссёры, снимавшие на киностудии «Итала»
- Андре Дид
- Джованни Пастроне
- Лепин

### Фильмография
- 1908 — Манон Леско
- 1908 — Джорджано Бруно
- 1908 — Лючия де Кастслямаре
- 1908 — Герои Вальми
- 1908 — Сцены французской революции
- 1908 — Генрих III
- 1908 — Граф Уголино
- 1908 — Ошибка отца
- 1908 — Бесплатный билет
- 1908 — Возделывание риса в Италии
- 1908 — Кретинетти, король полицейских / с Андре Дидом
- 1908 — 1909 — За родину
- 1908 — 1909 — Масаньело
- 1908 — 1909 — Железная маска
- 1909 — Кретинетти на балу/ с Андре Дидом
- 1910 — Штаны Кретинетти/ с Андре Дидом
- 1913 — Уходящие из жизни
- 1911 — Кретинетти-гипнотизер/ с Андре Дидом
- 1914 — Кабирия / Cabiria

### Актёры, снимавшиеся на киностудии «Итала»
- Андре Дид
- Джина Марангони / фильм «Кабирия»
- Каролина Катена / фильм «Кабирия»
- Лидия Кваранта / фильм «Кабирия»